# Johann Gottfried Walther
Johann Gottfried Walther (ur. 18 września 1684 w Erfurcie, zm. 23 marca 1748 w Weimarze) – niemiecki kompozytor, organista i teoretyk muzyki.

## Życiorys
Jego matka była spokrewniona z rodziną Bachów. Uczył się u Johanna Bernharda Bacha oraz Johanna Andreasa Kretschmara. W 1702 roku rozpoczął studia filozoficzne i prawnicze na Uniwersytecie Erfurckim, porzucił je jednak by poświęcić się muzyce. Był organistą w kościele św. Tomasza w Erfurcie, uczył się także muzyki u Johanna Heinricha Buttstetta. W latach 1703–1706 odbył podróż po miastach niemieckich, w Norymberdze był uczniem Wilhelma Hieronymusa Pachelbela. W 1707 roku otrzymał posadę organisty kościoła św. Piotra i Pawła w Weimarze. W 1721 roku został muzykiem orkiestry dworskiej księcia Ernesta Augusta I. Przez całe życie kolekcjonował muzykalia, gromadząc bogatą bibliotekę.

## Twórczość
Był autorem wydanego w 1732 roku w Weimarze Musicalisches Lexicon, pierwszego leksykonu muzycznego opublikowanego w języku niemieckim i zarazem pierwszego w historii, w którym oprócz prawie 3 tysięcy haseł rzeczowych zawarte zostały także hasła biograficzne oraz odsyłacze bibliograficzne. W rękopisie pozostał traktat Walthera Praecepta der musicalischen Compositon (1708).
W jego twórczości kompozytorskiej najważniejsze miejsce zajmuje muzyka organowa, w której połączył zdobycze szkoły środkowo- i północnoniemieckiej. Napisał ponad 100 preludiów na organy. Tworzył także dzieła wokalne, z których w całości zachowało się tylko jedno, Kyrie, Christe, Kyrie eleison über Wo Gott zum Haus nicht giebt sein Gunst.